# MLB All-Star Game 1995
MLB All-Star Game 1995 – 66. Mecz Gwiazd ligi MLB, który odbył się 11 lipca 1995 roku na stadionie Rangers Ballpark in Arlington w Arlington. Spotkanie zakończyło się zwycięstwem National League All-Stars 3-2. Frekwencja wyniosła 50 920 widzów.
Menedżerami drużyn są menedżerowie mistrzów lig z poprzedniego sezonu, jednak z powodu strajku zawodników i skrócenia sezonu 1994 menedżerami NL i AL All Stars zostali Buck Showalter z New York Yankees i Felipe Alou z Montreal Expos, drużyn, które osiągnęły najlepszy bilans do momentu zakończenia rozgrywek.
Najbardziej wartościowym zawodnikiem został Jeff Conine z Florida Marlins, który przy stanie 2–2 w pierwszej połowie ósmej zmiany jako pinch hitter zdobył home runa.

## Wyjściowe składy
| National League | National League | National League | National League | American League | American League | American League | American League |
| #               | Zawodnik        | Klub            | Pozycja         | #               | Zawodnik        | Klub            | Pozycja         |
| --------------- | --------------- | --------------- | --------------- | --------------- | --------------- | --------------- | --------------- |
| 1               | Lenny Dykstra   | Phillies        | CF              | 1               | Kenny Lofton    | Indians         | CF              |
| 2               | Tony Gwynn      | Padres          | RF              | 2               | Carlos Baerga   | Indians         | 2B              |
| 3               | Barry Bonds     | Giants          | LF              | 3               | Edgar Martínez  | Mariners        | DH              |
| 4               | Mike Piazza     | Dodgers         | C               | 4               | Frank Thomas    | White Sox       | 1B              |
| 5               | Fred McGriff    | Braves          | 1B              | 5               | Albert Belle    | Indians         | LF              |
| 6               | Ron Gant        | Reds            | DH              | 6               | Cal Ripken Jr.  | Orioles         | SS              |
| 7               | Barry Larkin    | Reds            | SS              | 7               | Wade Boggs      | Yankees         | 3B              |
| 8               | Vinny Castilla  | Rockies         | 3B              | 8               | Kirby Puckett   | Twins           | RF              |
| 9               | Craig Biggio    | Astros          | 2B              | 9               | Iván Rodríguez  | Rangers         | C               |
|                 | Hideo Nomo      | Dodgers         | P               |                 | Randy Johnson   | Mariners        | P               |

| National League | 0 | 0 | 0 | 0 | 0 | 1 | 1 | 1 | 0 | 3 | 3 | 0 |
| American League | 0 | 0 | 0 | 2 | 0 | 0 | 0 | 0 | 0 | 2 | 8 | 0 |
| WP: Heathcliff Slocumb (1–0) LP: Steve Ontiveros (0–1) SV: Randy Myers (1) Home runy: NL: Craig Biggio (1), Mike Piazza (1), Jeff Conine (1) AL: Frank Thomas (1) |   |   |   |   |   |   |   |   |   |   |   |   |

## Składy
| Miotacze - Kevin Appier (1) - Chuck Finley (3) - Erik Hanson (1) - Randy Johnson (4) - Dennis Martínez (4) - José Mesa (1) - Steve Ontiveros (1) - Kenny Rogers (2) - Lee Smith (7) - David Wells (1) Łapacze - Iván Rodríguez (4) - Mike Stanley (1) Designated hitters - Edgar Martínez (2) |  | Wewnątrzpolowi - Roberto Alomar (6) - Carlos Baerga (3) - Wade Boggs (11) - Gary DiSarcina (1) - Tino Martinez (1) - Mark McGwire (7) - Cal Ripken Jr. (13) - Kevin Seitzer (2) - Frank Thomas (3) - Mo Vaughn (1) Zapolowi - Albert Belle (3) - Jim Edmonds (1) - Ken Griffey Jr. (6) - Kenny Lofton (2) - Paul O’Neill (3) - Kirby Puckett (8) - Manny Ramirez (1) |  | Menedżer - Buck Showalter Trenerzy - Phil Garner - Johnny Oates Honorowy kapitan - Nolan Ryan |

| Miotacze - Tyler Green (1) - Tom Henke (2) - Greg Maddux (4) - Randy Myers (3) - Denny Neagle (1) - Bryan Harvey (2) - Hideo Nomo (1) - Carlos Pérez (1) - Heathcliff Slocumb (1) - John Smiley (2) - Todd Worrell (2) Łapacze - Darren Daulton (3) - Mike Piazza (3) |  | Wewnątrzpolowi - Craig Biggio (4) - Bobby Bonilla (6) - Vinny Castilla (1) - Mark Grace (2) - Barry Larkin (7) - Fred McGriff (3) - Mickey Morandini (1) - José Offerman (1) - Ozzie Smith (14) - Matt Williams (3) Zapolowi - Dante Bichette (2) - Barry Bonds (5) - Jeff Conine (2) - Lenny Dykstra (3) - Ron Gant (2) - Tony Gwynn (11) - Raúl Mondesí (1) - Reggie Sanders (1) - Sammy Sosa (1) |  | Menedżer - Felipe Alou Trenerzy - Terry Collins - Jim Riggleman Honorowy kapitan - Fergie Jenkins |

- W nawiasie podano liczbę powołań do All-Star Game.